# Pokój w Strzałowie
Traktat stralsundzki (t. pokój w Strzałowie) – podpisany w Stralsundzie 24 maja 1370 pokój kończący konflikt między Danią i Ligą Hanzeatycką o przywileje handlowe w północnej Europie (zob. II wojna Hanzy z Danią). Traktat ten gwarantował Hanzie potwierdzenie wcześniejszych przywilejów handlowych oraz przejęcie kontroli na okres 15 lat nad czterema zamkami w Sundzie: Helsingborgu, Malmö, Skanör oraz Falsterbo wraz z dwiema trzecimi dochodów z nimi związanymi. Dodatkowo w wypadku śmierci króla Danii, rada królewska nie mogła wyznaczyć następcy tronu bez konsultacji z miastami hanzeatyckimi (co zostało wykorzystane 5 lat później przy wyborze Haakona VI).
Konflikt rozpoczął się w roku 1361, gdy duński król Waldemar IV Atterdag przyłączył do Danii wyspę Gotlandię z hanzeatyckim miastem Visby. W odpowiedzi Hanza zablokowała port w Kopenhadze. Dania poddała się w 1369.